# Stanislav Frank
Stanislav Frank (18. dubna 1930 Přerov — 24. listopadu 2008) byl český ichtyolog, akvarista, šéfredaktor časopisu Akvárium Terárium a autor mnoha důležitých akvaristických publikací.